# Urgleptes literatus
Urgleptes literatus là một loài bọ cánh cứng trong họ Cerambycidae.